# Pforzheim
Pforzheim é uma cidade no sul da Alemanha, no estado de Baden-Württemberg, com 119 000 habitantes. A cidade localiza-se a norte da Floresta Negra, 25 km a este de Karlsruhe e 27 km a oeste de Stuttgart. Como todas as microregiões da Alemanha, Pforzheim possui um dialeto da língua alemã próprio.

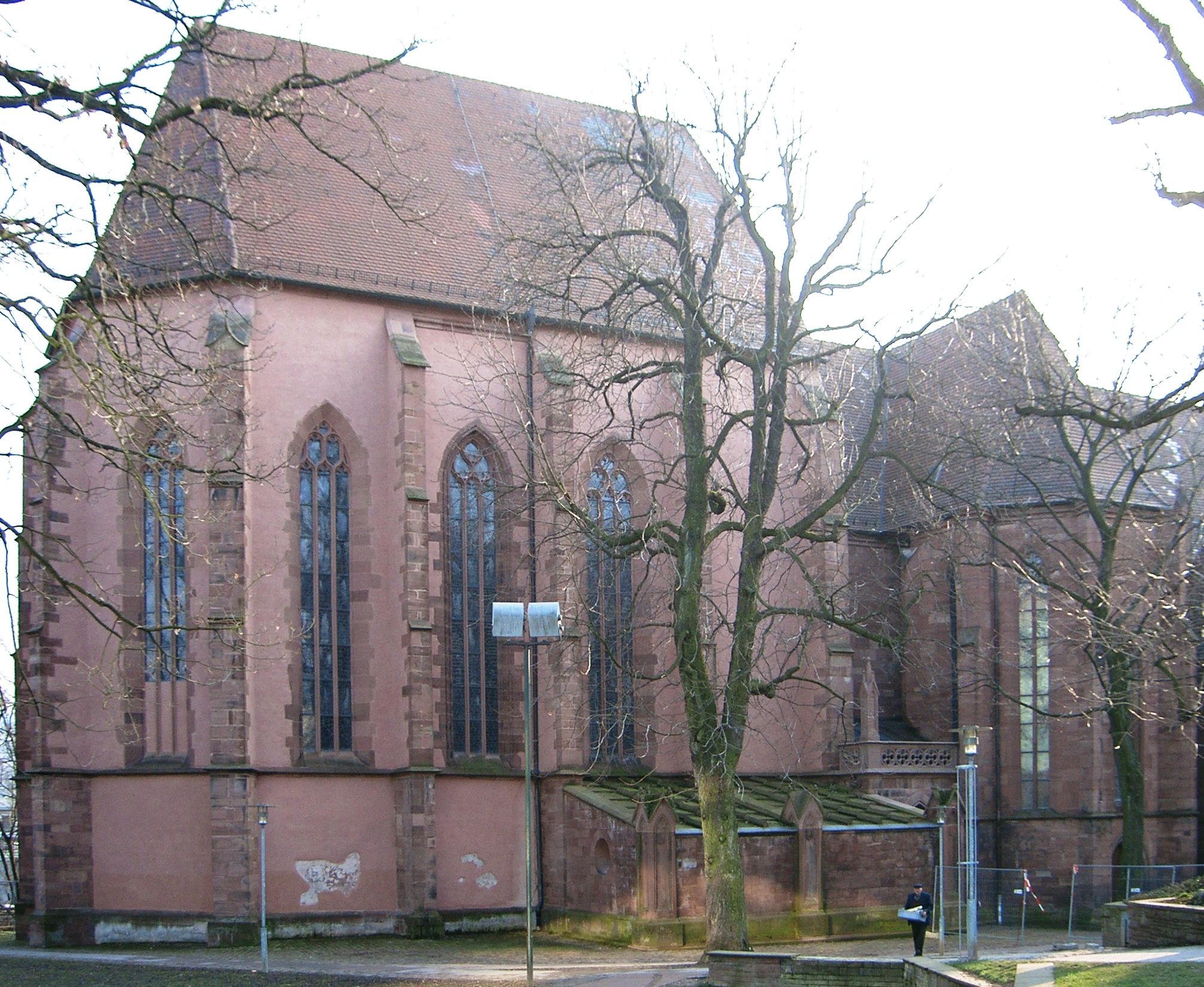
Igreja gótica

Pforzheim é uma cidade independente (Kreisfreie Städte) ou distrito urbano (Stadtkreis), ou seja, possui estatuto de distrito (kreis).
É conhecida como a cidade do ouro (Goldstadt), por ter sido durante muito tempo o centro da indústria de joias e relógios da Alemanha.
Pforzheim é o local de nascimento do pai da afamada pintora mexicana Frida Kahlo. Ao chegar no México como imigrante ele adaptou seu nome de nascimento Carl Wilhelm Kahlo para o equivalente em espanhol Guillermo Kahlo. Ele era fotógrafo. Também é o local de nascimento do pai da atriz Eva Wilma, Otto Riefle Jr.

## Personalidades
- Heinrich Otto Wieland (1877-1957), prémio Nobel da Química de 1927